# Катастрофа Ил-18 под Верхней Хавой
Катастрофа Ил-18 под Верхней Хавой — крупная авиационная катастрофа, произошедшая ночью 6 марта 1976 года. Авиалайнер Ил-18Е авиакомпании «Аэрофлот» выполнял плановый рейс SU-909 по маршруту Москва—Ереван, но через 52 минуты после взлёта на его борту произошло полное обесточивание электрооборудования. Пилоты пытались восстановить управление, но через 7 минут после этого лайнер рухнул на землю в Воронежской области рядом с деревней Верхняя Хава. Погибли все находившиеся на его борту 111 человек — 100 пассажиров и 11 членов экипажа.
На 2021 год катастрофа рейса 909 остаётся крупнейшей авиакатастрофой в истории самолёта Ил-18.

## Самолёт
Ил-18Е (регистрационный номер СССР-75408, заводской 186009201, серийный 092-01) был выпущен заводом «Знамя Труда» в июне 1966 года и был передан Главному управлению гражданского воздушного флота, которое 29 июня того же года направило его в 1-й Ереванский авиаотряд Армянского управления гражданской авиации авиакомпании «Аэрофлот». Оснащён четырьмя турбовинтовыми двигателями АИ-20 производства ЗМКБ «Прогресс» имени А. Г. Ивченко. На день катастрофы 9-летний авиалайнер совершил 9082 цикла «взлёт-посадка» и налетал 21 587 часов.

## Экипаж и пассажиры
Самолётом управлял опытный экипаж из 279-го лётного отряда, его состав был таким:
- Командир воздушного судна (КВС) — Николай Иванович Пономарёв.
- КВС-инструктор — Владимир Мкртычевич Согомонян.
- Второй пилот — Сергей Иванович Кантаржян.
- Штурман — Альберт Варданович Погосян.
- Штурман-стажёр — Рифат Закиулович Халиулин.
- Бортмеханик — Спартак Овакович Манукян.
- Бортрадист — Игорь Иванович Абрамчук.

В салоне самолёта работали четверо бортпроводников:
- Сусанна Сааковна Татевосян,
- Тамара Константиновна Тимофеева,
- Татьяна Александровна Архипова,
- Сергей Срапионович Багдасарян.

| Страна | Пассажиры | Экипаж | Всего |
| ------ | --------- | ------ | ----- |
| СССР   | 99        | 11     | 110   |
| Польша | 1         | 0      | 1     |
| Итого  | 100       | 11     | 111   |

## Хронология событий
Рейс SU-909 вылетел из московского аэропорта Внуково в 23:59 MSK (5 марта), на его борту находились 11 членов экипажа и 100 пассажиров; самолётом в этот момент управляли КВС и КВС-инструктор (находился в кресле второго пилота; сам второй пилот находился на откидном кресле в кабине). До входа в воздушное пространство Воронежа следовал на эшелоне 7800 метров сверх облаков, естественный горизонт не просматривался.
В 00:56 (6 марта) экипаж неожиданно передал авиадиспетчеру УВД аэропорта Воронеж: Падаем, отказали все приборы. В дальнейшем пилоты неоднократно информировали авиадиспетчера об изменении высоты и скорости и отказе приборов в кабине. На высоте 1100 метров с борта рейса 909 поступило последнее сообщение: Скорость растёт, падаем, и после этого связь с ним прекратилась.
В 00:58 MSK, находясь в вертикальном положении с углом пикирования около 70° и с креном 5-10°, рейс SU-909 рухнул в поле на западной окраине села Верхняя Хава (Воронежская область) и полностью разрушился. Столкновение с землёй произошло в 150 метрах от окраины села, пожара на месте катастрофы не возникло. Разброс обломков составил 390х120 метров с азимутом 220°. Основная масса обломков лайнера находилась на глубине от 2 до 14 метров (непосредственно на месте падения). Все 111 человек на его борту погибли.
Фактическая погода в районе аэропорта Воронеж и деревни Верхняя Хава во временной промежуток с 23:50 по 01:20 MSK была: облачность 10 баллов высотой 240-270 метров, снег, метель, дымка, видимость 1500-2000 метров, ветер 90° 8-11 м/сек; на эшелоне 7800 метров ветер 150° и 45 км/ч, верхняя граница облачности 3000-4000 метров.

## Расследование
Расшифровка бортовых самописцев и анализ траектории движения лайнера показали, что на 52-й минуте полёта (в 00:51 MSK) на эшелоне 7800 метров в кабине экипажа рейса SU-909 произошли:
- отключение автопилота,
- «застывание» показаний курсовой системы в положении 120°,
- несоответствие индикаций пространственного положения самолета на указателе резервного авиагоризонта АГД-1.

Из этого следует, что произошёл отказ питания 36 В в 400 Гц, из-за которого нарушилась функционирование следующих приборов и систем: курсовой системы КС-6, двух основных авиагоризонтов ПП-1ПМ, основных авиагоризонтов ВК-53 и автопилота АП-6Е-3П; при этом оба авиагоризонта ПП-1ПМ могли показывать нулевой крен, в отличие от показаний резервного авиагоризонта АГД-1, а при отказе курсовой системы пилоты не имели возможности определить и выделить отказавшие приборы, учитывая при этом, что при тренировках пилоты для определения работающих авиагоризонтов используют показания курсовой системы.
Все 7 минут до падения на землю лайнер совершал сложные эволюции по крену, чем объясняется выход самолёта со значительными кренами на большие вертикальные скорости до 200 м/сек и приборные скорости до 820-860 км/ч при снижении и до 100 м/сек вертикальной скорости и 300 км/ч по прибору при наборе высоты. Рулевые машинки автопилота АП-6Е-3П были отстрелены. Двойное арретирование резервного авиагоризонта АГД-1 (согласно расшифровке параметрического самописца) можно объяснить действиями пилотов в поисках решения восстановления потерянного управления самолётом.

### Причины катастрофы
1. Подготовка экипажа к выполнению задания на полёт соответствовала требованиям нормативных документов МГА.
2. По противоречивым показаниям ПП-1ПМ, АГД-1, КС-6 и ЭУП-53 экипаж не мог определить отклонение самолёта по боковому каналу и не имел возможности вне видимости естественного горизонта в ночное время вывести самолёт из аварийной ситуации.
3. Средства связи и навигационное и метеорологическое обеспечение полёта не являлось причиной происшествия.
4. Двигатели и воздушные винты были в работоспособном состоянии до столкновения с землёй.
5. При столкновении с землёй углы лопастей воздушного винта были 40-43°, а установочные углы РУД по УПРТ-2 соответствовали 0° по лимбу КТА-5М.
6. Шасси и закрылки находились в убранном положении.
7. Электрические системы постоянного тока 27 В и переменного тока 115 В были работоспособны.
8. В полёте произошло одновременное прекращение функционирования приборов и систем, питаемых переменным током 36 В в 400 Гц от преобразователей ПТ-1000Ц.
9. Определить показания ПП-1ПМ и гировертикалей ПГВ-4 при отсутствии регистрации их параметров на МСРП-12 не представляется возможным.
10. АГД-1 не найден. Параметры курса, крена и тангажа, зарегистрированные МСРП-12 на последнем участке полёта, не соответствуют фактическим изменением этих параметров.
11. Отключение автопилота на эшелоне 7800 метров предположительно произошло в результате срабатывания системы контроля автопилота и совпало по времени с «застыванием» записи изменения курса на МСРП-12.

Согласно заключению комиссии, причиной катастрофы рейса SU-909 стало нарушение индикации пространственного положения самолёта, выразившееся в неправильных показаниях по крену, тангажу и курсу на основных и резервных авиагоризонтах и указателе курса КС-6 вследствие отказа электропитания 36 В в 400 Гц, что в условиях ночного полёта не дало возможности экипажу выйти из создавшегося положения.
Точную причину обесточивания оборудования установить не удалось. Наиболее вероятными причинами могли быть:
- непреднамеренное отключение АЗР-70 питания преобразователей ПТ-1000ЦС на приборной панели бортрадиста,
- обрыв минусового провода на участке от КПР-9 до корпуса самолёта при питании сети 36 В от резервного преобразователя ПТ-1000ЦС,
- обрыв и попадание на корпус одного конца провода ЭПТ-10 резервного преобразователя ПТ-1000ЦС.

В нарушение РЛЭ Ил-18 экипаж произвел в полёте переключение питания резервного авиагоризонта АГД-1, а также его ручное арретирование при нахождении лайнера в крене 30—40°, что привело к искажениям показаний АГД-1 по крену и тангажу и затруднило действия по восстановлению пространственной ориентации.
Развитию ситуации, приведшей к катастрофе, также могло способствовать наличие в кабине пилотов 2 «лишних» членов экипажа (второго пилота и штурмана-стажёра).
Причину неиспользования экипажем визуальной ориентации (возможной в условиях данной погоды) для вывода самолёта из пикирования установить также не удалось.

## Память
В 2011 году на месте катастрофы был установлен памятник.